# 베토벤의 취주악곡
1810년 여름에 베토벤은 WoO 18, 19, 20으로 분류된 군악대를 위한 세 개의 행진곡을 준비했다.
- 군악대를 위한 행진곡 (1번) 바장조, WoO 18 ("요르크 행진곡")
- 군악대를 위한 행진곡 (2번) 바장조, WoO 19
- 군악대를 위한 행진곡 다장조, WoO 20

WoO 18과 19는 베토벤의 친구이자 제자, 그리고 미래에 올로모우츠 대주교이자 추기경이 된 루돌프 대공의 형인 안톤 대공에게 헌정되었다. 분명히 루돌프 대공은 회전목마 행진곡의 악보를 요청한 것 같다. 왜냐하면 이것이 1810년 8월의 베토벤의 편지를 해석하는 유일한 방법이기 때문이다: "당신이 요청한 말을 위한 음악은 가장 빠른 속도로 전하께 전달될 것입니다." (편지 번호 274) 윌리 헤스는 이들 중 적어도 두 개의 작품(WoO 18과 19를 가리킴)이 1810년에 루돌프 대공의 어머니로 황후였던 마리아 루도비카의 탄생일을 기념하여 락센부르크에 열린 전통 토너먼트에서 회전목마 행진곡으로 연주되었다고 말했다.
이들은 때로는 "귀영 신호"(Zapfenstreiche, 귀대 신호라고도 부를 수 있으며, 부대 복귀 신호를 일컬음)라고도 불린다. 1822년에 작곡가는 WoO 18, 19, 20의 기존 악보에 각각 내림나장조, 바단조, 바장조로서의 트리오를 추가했으며, 각 행진곡의 이름을 "귀영 신호"로 변경했다. 윌리 헤스는 다음과 같이 명확히 설명한다: "행진곡(March)이라는 단어와 "귀영 신호"(Zapfenstreiche)라는 단어는 후자가 메인 섹션뿐만 아니라 트리오도 포함한다는 점에서만 서로 다르다." WoO 18, 19, 20과 관련된 트리오에 대해서는 약간의 혼란이 있다. 1822년 편지에는 베토벤이 이들을 위해 새로운 트리오를 추가할 계획이 있음이 나와 있지만, 이들 행진곡 중 이미 현존했던 유일한 트리오가 있어, 1810년으로 거슬러 올라가는 것으로 추정된다. 아마도 WoO 18일 것이다.
WoO 18은 한 배열에서는 "보헤미안 민병대를 위한 행진곡"으로, 다른 배열에서는 "요르크 행진곡"으로 알려져 있다. 그리고 WoO 18과 19는 때때로 함께 그룹화되어 행진곡 1번과 행진곡 2번으로 불린다. 그러나 윌리 헤스는 WoO 18, 19, 20이 바장조, 다장조, 바장조의 조성에 의해 제안된 대칭인 18, 20, 19의 순서로 연주되도록 의도되었다고 믿었다. 세 번째 행진곡의 주요 주제는 이미 이미 첫 번째 행진곡의 마지막 패턴에 나타난다.
WoO 18, 19, 20 외에도 군악대를 위한 몇 개의 다른 작품이 1810년에 작곡되었다.
- 군악대를 위한 폴로네이즈 라장조, WoO 21
- 군악대를 위한 에코세즈 라장조, WoO 22
- 군악대를 위한 에코세즈 사장조, WoO 23

그러나 라장조 폴로네이즈(WoO 21), 라장조 에코세즈(WoO 22), 그리고 피아노 악보로만 존재하는 사장조 에코세즈(WoO 23)에 대해서는 알려진 바가 거의 없다. WoO 23은 원래 군악대를 위해 작곡되고 공연까지 된 것이었지만, 이후에 악보가 사라졌고, 연주자 중 한 명이 다행히 그 멜로디를 기억하고 있어, 베토벤의 사망 이후 카를 체르니(베토벤의 전 제자이자 많은 피아노 연습곡의 작곡가)에게 전달, 오늘날의 피아노 편곡판으로 남은 것이다.
베토벤이 작곡한 마지막 행진곡은 1816년에 작곡한 행진곡(WoO 24)이다.
- 군악대를 위한 행진곡 라장조, WoO 24

이는 민병대 소속 프란츠 크사버 엠벨(Franz Xaver Embel) 중령이 베토벤에게 "터키 음악풍의 행진곡"을 요청한 것에 대한 응답이었다. 그의 인생의 마지막 몇 달 동안 베토벤은 여전히 미래에 관악곡을 쓰는 것을 희망했다. 1826년 12월에, 그는 프로이센 왕립악단을 위해 작곡할 군악대를 위한 행진곡에 대해 아돌프 슐레진저와 이야기를 나누었지만, 불행히도 그는 추가 작품을 작곡하기 전에 세상을 떠났다.